# Danh sách tòa nhà cao nhất Nam Mỹ
Đây là danh sách tòa nhà cao nhất Nam Mỹ, xếp hạng tòa nhà chọc trời có chiều cao từ 150 mét (492 ft) trở lên. Tòa nhà cao nhất Nam Mỹ hiện nay là Gran Torre Santiago, cao 300 mét (984 ft) với 62 tầng. Đồng thời cũng là tòa nhà cao thứ hai tại khu vực Mỹ Latinh và cao thứ 5 ở Nam Bán Cầu. Tòa nhà được xây dựng năm 2006 ở thành phố Santiago de Chile, Chile cất nóc vào ngày 14 tháng 2 năm 2012 và được hoàn thành năm 2013.
Những tòa nhà chọc trời đầu tiên có chiều cao ít nhất trên 100 mét (328 ft) ở Nam Mỹ được xây dựng từ những năm 1920 và tiếp tục phát triển mạnh từ nửa sau thế kỉ 20, đáng chú ý như ở Bogotá, Buenos Aires, Caracas, Rio de Janeiro, São Paulo và Santiago de Chile. Tính đến năm 2022, toàn lục địa Nam Mỹ có tổng cộng 120 tòa nhà chọc trời cao trên 150 mét (492 ft)
Phần lớn các tòa nhà cao nhất lục địa là tòa nhà chung cư. Trong khi các tòa nhà văn phòng thường được xây dựng thấp hơn các tòa nhà chung cư trong khu vực. Tuy nhiên, điều này có thể thay đổi trong những thập kỷ tới bởi vì Nam Mỹ đang trải qua sự tăng trưởng kinh tế đáng kể.

## Thành phố có nhiều nhà cao tầng nhất Nam Mỹ
| Thành phố                                                                       | ≥150 m | ≥200 m | ≥250 m | ≥300 m |
| ------------------------------------------------------------------------------- | ------ | ------ | ------ | ------ |
| Balneário Camboriú                                                              | 27     | 4      | 3      | -      |
| São Paulo                                                                       | 20     | -      | -      | -      |
| Buenos Aires                                                                    | 13     | 1      | -      | -      |
| Bogotá                                                                          | 12     | 2      | -      | -      |
| Cartagena                                                                       | 7      | 1      | -      | -      |
| Caracas                                                                         | 6      | 2      | -      | -      |
| Goiânia                                                                         | 5      | -      | -      | -      |
| La Paz                                                                          | 4      | -      | -      | -      |
| João Pessoa                                                                     | 3      | -      | -      | -      |
| Barranquilla                                                                    | 3      | -      | -      | -      |
| Rio de Janeiro                                                                  | 3      | -      | -      | -      |
| Santiago de Chile                                                               | 2      | 1      | 1      | 1      |
| Medellín                                                                        | 2      | -      | -      | -      |
| Bucaramanga                                                                     | 2      | -      | -      | -      |
| Salvador                                                                        | 2      | -      | -      | -      |
| Barueri                                                                         | 2      | -      | -      | -      |
| Praia Grande                                                                    | 2      | -      | -      | -      |
| Các thành phố có 1 nhà cao tầng: Cali, Cuiabá, Curitiba, Montevideo, Nova Lima. |        |        |        |        |

## Tòa nhà cao nhất
Danh sách này liệt kê các tòa nhà chọc trời ở Nam Mỹ cao tối thiểu 150 mét (492 ft), dựa trên phép đo chiều cao tiêu chuẩn.
| Hạng | Tòa nhà                             | Hình ảnh           | Thành phố          | Quốc gia  | Chiều cao | Tầng | Hoàn thành    | Ghi chú |
| ---- | ----------------------------------- | ------------------ | ------------------ | --------- | --------- | ---- | ------------- | ------- |
| 1    | Gran Torre Santiago                 |                    | Santiago de Chile  | Chile     | 300       | 62   | 2013          | [ 1 ]   |
| 2    | One Tower                           |                    | Balneário Camboriú | Brasil    | 290       | 70   | 2022          | [ 2 ]   |
| 3    | Yachthouse Residence Club Tower 1   |                    | Balneário Camboriú | Brasil    | 280,3     | 80   | 2022          | [ 3 ]   |
| 4    | Yachthouse Residence Club Tower 2   | Balneário Camboriú | Brasil             | 280,3     | 80        | 2022 | [ 3 ]         |         |
| 5    | Alvear Tower                        |                    | Buenos Aires       | Argentina | 235,2     | 54   | 2017          | [ 4 ]   |
| 6    | Infinity Coast Tower                |                    | Balneário Camboriú | Brasil    | 234,8     | 66   | 2019          | [ 5 ]   |
| 7    | Parque Central Torres Oeste         |                    | Caracas            | Venezuela | 225       | 56   | 1979          | [ 6 ]   |
| 8    | Parque Central Torre Este           | Caracas            | Venezuela          | 225       | 56        | 1983 | [ 6 ]         |         |
| 9    | BD Bacatá Torre Sur                 |                    | Bogotá             | Colombia  | 216       | 66   | 2018          | [ 7 ]   |
| 10   | Hotel Estelar                       |                    | Cartagena          | Colombia  | 202       | 52   | 2017          | [ 8 ]   |
| 11   | Atrio North Tower                   |                    | Bogotá             | Colombia  | 201,6     | 43   | 2019          | [ 9 ]   |
| 12   | Torre Colpatria                     |                    | Bogotá             | Colombia  | 196       | 50   | 1979          | [ 10 ]  |
| 13   | Titanium La Portada                 |                    | Santiago de Chile  | Chile     | 195       | 55   | 2010          | [ 11 ]  |
| 14   | Centro de Comercio Internacional    |                    | Bogotá             | Colombia  | 192       | 50   | 1974          | [ 12 ]  |
| 15   | Harbour Tower                       |                    | Buenos Aires       | Argentina | 192       | 53   | 2022          | [ 13 ]  |
| 16   | Órion Business & Health Complex     |                    | Goiânia            | Brasil    | 191,5     | 44   | 2018          | [ 14 ]  |
| 17   | Epic Tower                          |                    | Balneário Camboriú | Brasil    | 191,2     | 55   | 2020          | [ 15 ]  |
| 18   | Centro Financiero Confinanzas       |                    | Caracas            | Venezuela | 190       | 44   | 1994 Trì hoãn | [ 16 ]  |
| 19   | Hyatt Regency Bocagrande            |                    | Cartagena          | Colombia  | 190       | 44   | 2017          | [ 17 ]  |
| 20   | Copenhagen                          |                    | Balneário Camboriú | Brasil    | 190       | 51   | 2022          | [ 18 ]  |
| 21   | PortoMarine                         |                    | Cartagena          | Colombia  | 187,5     | 44   | 2021          | [ 19 ]  |
| 22   | Museo Parque Central                |                    | Bogotá             | Colombia  | 185       | 45   | 2017          | [ 20 ]  |
| 23   | Cali Tower                          |                    | Cali               | Colombia  | 183       | 44   | 1980          | [ 21 ]  |
| 24   | Tour Geneve                         |                    | João Pessoa        | Brasil    | 182,3     | 51   | 2018          | [ 22 ]  |
| 25   | Kingdom Park Vaca Brava             |                    | Goiânia            | Brasil    | 180,7     | 50   | 2019          | [ 23 ]  |
| 26   | Torres del Poeta D                  |                    | La Paz             | Bolivia   | 180       | 40   | 2021          | [ 24 ]  |
| 27   | Mercantil Tower                     |                    | Caracas            | Venezuela | 179       | 40   | 1982          | [ 25 ]  |
| 28   | Millennium Palace                   |                    | Balneário Camboriú | Brasil    | 177,3     | 46   | 2014          | [ 26 ]  |
| 29   | Residencial Liège                   |                    | João Pessoa        | Brasil    | 177       | 54   | 2016 Trì hoãn | [ 27 ]  |
| 30   | Splendido                           |                    | Balneário Camboriú | Brasil    | 176       | 50   | 2020          | [ 28 ]  |
| 31   | New York Apartments                 |                    | Balneário Camboriú | Brasil    | 176       | 51   | 2021          | [ 29 ]  |
| 32   | Coltejer Building                   |                    | Medellín           | Colombia  | 175       | 37   | 1972          | [ 30 ]  |
| 33   | Splendia Tower                      |                    | Balneário Camboriú | Brasil    | 175       | 43   | 2019          | [ 31 ]  |
| 34   | The Icon                            |                    | Barranquilla       | Colombia  | 175       | 41   | 2021          | [ 32 ]  |
| 35   | Alameda Jardins Residence           |                    | Balneário Camboriú | Brasil    | 174       | 45   | 2015          | [ 33 ]  |
| 36   | Skygarden Marista                   |                    | Goiânia            | Brasil    | 173       | 48   | 2022          | [ 34 ]  |
| 37   | Torre Cavia                         |                    | Buenos Aires       | Argentina | 172,8     | 44   | 2009          | [ 35 ]  |
| 38   | Torre E                             |                    | Bogotá             | Colombia  | 172       | 45   | 2017          | [ 36 ]  |
| 39   | Torres del Poeta C                  |                    | La Paz             | Bolivia   | 172       | 38   | 2021          | [ 24 ]  |
| 40   | Renoir 2                            |                    | Buenos Aires       | Argentina | 171,8     | 52   | 2015          | [ 37 ]  |
| 41   | Platina 220                         |                    | São Paulo          | Brasil    | 171,7     | 48   | 2022          | [ 38 ]  |
| 42   | Ciudadela San Martin Torre Norte    |                    | Bogotá             | Colombia  | 171       | 42   | 1983          | [ 39 ]  |
| 43   | Mirante do Vale                     |                    | São Paulo          | Brasil    | 170       | 51   | 1960          | [ 40 ]  |
| 44   | Grand Bay Club                      |                    | Cartagena          | Colombia  | 170       | 46   | 2011          | [ 41 ]  |
| 45   | Concordia Corporate                 |                    | Nova Lima          | Brasil    | 169,6     | 43   | 2018          | [ 42 ]  |
| 46   | America World Trade Center Tower I  |                    | Bogotá             | Colombia  | 168,9     | 32   | 2021          | [ 43 ]  |
| 47   | Magnifique Tower                    |                    | Balneário Camboriú | Brasil    | 168,4     | 47   | 2021          | [ 44 ]  |
| 48   | Figueira Altos do Tatuapé           |                    | São Paulo          | Brasil    | 168,2     | 52   | 2021          | [ 45 ]  |
| 49   | BD Bacatá Torre Norte               |                    | Bogotá             | Colombia  | 167       | 56   | 2018          | [ 7 ]   |
| 50   | Edificio Itália                     |                    | São Paulo          | Brasil    | 165       | 46   | 1965          | [ 46 ]  |
| 51   | Império das Ondas                   |                    | Balneário Camboriú | Brasil    | 165       | 51   | 2016          | [ 47 ]  |
| 52   | Villa Serena Home Club Torre A      |                    | Balneário Camboriú | Brasil    | 164       | 46   | 2013          | [ 48 ]  |
| 53   | Villa Serena Home Club Torre B      | Balneário Camboriú | Brasil             | 164       | 49        | 2013 | [ 48 ]        |         |
| 54   | Phoenix Tower                       |                    | Balneário Camboriú | Brasil    | 164       | 48   | 2020          | [ 49 ]  |
| 55   | Green Tower                         |                    | La Paz             | Bolivia   | 163,4     | 43   | 2022          | [ 50 ]  |
| 56   | Rio Sul Center                      |                    | Rio de Janeiro     | Brasil    | 163,1     | 48   | 1982          | [ 51 ]  |
| 57   | Edificio Majestic                   |                    | Bucaramanga        | Colombia  | 163,1     | 42   | 2015          | [ 52 ]  |
| 58   | Mirage 57                           |                    | Barranquilla       | Colombia  | 162       | 43   | 2015          | [ 53 ]  |
| 59   | Mulieris Torre Norte                |                    | Buenos Aires       | Argentina | 161,4     | 44   | 2009          | [ 54 ]  |
| 60   | Mulieris Torre Sur                  | Buenos Aires       | Argentina          | 161,4     | 44        | 2009 | [ 54 ]        |         |
| 61   | Altino Arantes Building             |                    | São Paulo          | Brasil    | 161       | 36   | 1947          | [ 55 ]  |
| 62   | Edificio Avianca                    |                    | Bogotá             | Colombia  | 161       | 42   | 1969          | [ 56 ]  |
| 63   | International Trade Center Salvador |                    | Salvador           | Brasil    | 161       | 37   | 2018          | [ 57 ]  |
| 64   | Torre del Café                      |                    | Medellín           | Colombia  | 160       | 36   | 1975          | [ 58 ]  |
| 65   | El Faro I                           |                    | Buenos Aires       | Argentina | 160       | 46   | 2003          | [ 59 ]  |
| 66   | El Faro II                          | Buenos Aires       | Argentina          | 160       | 46        | 2005 | [ 59 ]        |         |
| 67   | YPF Tower                           |                    | Buenos Aires       | Argentina | 160       | 36   | 2008          | [ 60 ]  |
| 68   | Vision Tower                        |                    | Balneário Camboriú | Brasil    | 160       | 38   | 2017          | [ 61 ]  |
| 69   | Nautica                             |                    | Cartagena          | Colombia  | 160       | 42   | 2019          |         |
| 70   | Edifício Pharos                     |                    | Balneário Camboriú | Brasil    | 159,7     | 46   | 2021          | [ 62 ]  |
| 71   | Torre Provincial                    |                    | Caracas            | Venezuela | 159       | 35   | 1984          | [ 63 ]  |
| 72   | Torre Norte                         |                    | São Paulo          | Brasil    | 158       | 38   | 1999          | [ 64 ]  |
| 73   | Torre Le Parc                       |                    | Buenos Aires       | Argentina | 157,9     | 51   | 1994          | [ 65 ]  |
| 74   | Begonias                            |                    | São Paulo          | Brasil    | 157,9     | 41   | 2008          | [ 66 ]  |
| 75   | Jabuticabeiras                      | São Paulo          | Brasil             | 157,9     | 41        | 2008 | [ 66 ]        |         |
| 76   | Magnolias                           | São Paulo          | Brasil             | 157,9     | 41        | 2008 | [ 66 ]        |         |
| 77   | Reseda                              | São Paulo          | Brasil             | 157,9     | 41        | 2008 | [ 66 ]        |         |
| 78   | Ipes                                | São Paulo          | Brasil             | 157,9     | 41        | 2009 | [ 66 ]        |         |
| 79   | Manacas                             | São Paulo          | Brasil             | 157,9     | 41        | 2009 | [ 66 ]        |         |
| 80   | Tuias                               | São Paulo          | Brasil             | 157,9     | 41        | 2009 | [ 66 ]        |         |
| 81   | Zineas                              | São Paulo          | Brasil             | 157,9     | 41        | 2009 | [ 66 ]        |         |
| 82   | Limantos                            | São Paulo          | Brasil             | 157,9     | 41        | 2011 | [ 66 ]        |         |
| 83   | Torre ANTEL                         |                    | Montevideo         | Uruguay   | 157,6     | 32   | 2002          | [ 67 ]  |
| 84   | Olympo Tower                        |                    | Balneário Camboriú | Brasil    | 157       | 44   | 2020          | [ 68 ]  |
| 85   | Palmetto Eliptic                    |                    | Cartagena          | Colombia  | 156       | 41   | 2011          | [ 69 ]  |
| 86   | Chateau Puerto Madero               |                    | Buenos Aires       | Argentina | 155,7     | 50   | 2010          | [ 70 ]  |
| 87   | BBVA Tower                          |                    | Buenos Aires       | Argentina | 155       | 33   | 2016          | [ 71 ]  |
| 88   | Horizonte Flamboyant                |                    | Goiânia            | Brasil    | 155       | 45   | 2022          | [ 72 ]  |
| 89   | Mansao Margarida Costa Pinto        |                    | Salvador           | Brasil    | 154,5     | 43   | 2008          | [ 73 ]  |
| 90   | Ciudadela San Martin Torre Sur      |                    | Bogotá             | Colombia  | 154       | 38   | 1970          | [ 39 ]  |
| 91   | Centro Candido Mendes               |                    | Rio de Janeiro     | Brasil    | 153,9     | 43   | 1978          | [ 74 ]  |
| 92   | Brascan Century Plaza Torre Offices |                    | Barueri            | Brasil    | 153,9     | 42   | 2019          | [ 75 ]  |
| 93   | Edificio Grattacielo                |                    | Barranquilla       | Colombia  | 153,1     | 40   | 2014          | [ 76 ]  |
| 94   | Centro Financiero Latino            |                    | Caracas            | Venezuela | 153       | 32   | 1978          | [ 77 ]  |
| 95   | SB Tower                            |                    | Cuiabá             | Brasil    | 153       | 35   | 2016          | [ 78 ]  |
| 96   | Avenida Córdoba 120                 |                    | Buenos Aires       | Argentina | 153       | 35   | 2018          | [ 79 ]  |
| 97   | Eleganza Tower                      |                    | Balneário Camboriú | Brasil    | 153       | 44   | 2021          | [ 80 ]  |
| 98   | Ocean Palace                        |                    | Balneário Camboriú | Brasil    | 152,8     | 42   | 2012          | [ 81 ]  |
| 99   | Universe Life Square                |                    | Curitiba           | Brasil    | 152,6     | 43   | 2014          | [ 82 ]  |
| 100  | Residencial Alfredo Volpi           |                    | João Pessoa        | Brasil    | 152,5     | 47   | 2016          | [ 83 ]  |
| 101  | Serendipity Village                 |                    | Balneário Camboriú | Brasil    | 152       | 45   | 2019          | [ 84 ]  |
| 102  | Morros City                         |                    | Cartagena          | Colombia  | 151,8     | 40   | 2017          | [ 85 ]  |
| 103  | Ventura Corporate Towers            |                    | Rio de Janeiro     | Brasil    | 151,4     | 34   | 2010          | [ 86 ]  |
| 104  | Torre Girasoles                     |                    | La Paz             | Bolivia   | 150       | 38   | 2013          | [ 87 ]  |
| 105  | EZ Towers A                         |                    | São Paulo          | Brasil    | 150       | 32   | 2014          | [ 88 ]  |
| 106  | EZ Towers B                         |                    | São Paulo          | Brasil    | 150       | 32   | 2014          | [ 88 ]  |
| 107  | Josephine                           |                    | São Paulo          | Brasil    | 150       | 41   | 2014          | [ 89 ]  |
| 108  | Go Green Building                   |                    | Bucaramanga        | Colombia  | 150       | 38   | 2015          | [ 90 ]  |
| 109  | Ibiza Towers - Torre Central        |                    | Balneário Camboriú | Brasil    | 150       | 43   | 2015          | [ 91 ]  |
| 110  | Torre Krystal                       |                    | Bogotá             | Colombia  | 150       | 35   | 2015          | [ 92 ]  |
| 111  | Air Offices                         |                    | Barueri            | Brasil    | 150       | 38   | 2016          | [ 93 ]  |
| 112  | Illuminati                          |                    | Balneário Camboriú | Brasil    | 150       | 44   | 2017          | [ 94 ]  |
| 113  | Jardim do Mar 1                     |                    | Praia Grande       | Brasil    | 150       | 42   | 2017          | [ 95 ]  |
| 114  | Jardim do Mar 2                     |                    | Praia Grande       | Brasil    | 150       | 42   | 2017          | [ 95 ]  |
| 115  | Falcon Tower                        |                    | Balneário Camboriú | Brasil    | 150       | 40   | 2020          | [ 96 ]  |
| 116  | Ocean Breeze                        |                    | Balneário Camboriú | Brasil    | 150       | 45   | 2021          | [ 97 ]  |
| 117  | Royal Tower                         |                    | Balneário Camboriú | Brasil    | 150       | 44   | 2021          | [ 98 ]  |
| 118  | Altto Vila Madalena                 |                    | São Paulo          | Brasil    | 150       | 43   | 2022          | [ 99 ]  |
| 119  | HL Park Vaca Brava                  |                    | Goiânia            | Brasil    | 150       | 44   | 2022          | [ 100 ] |
| 120  | W Residences                        |                    | São Paulo          | Brasil    | 150       | 42   | 2022          | [ 101 ] |

## Đang xây dựng
Danh sách này xếp hạng các tòa nhà đang được xây dựng ở Nam Mỹ cao ít nhất 150 mét (492 ft).
| Hạng | Tòa nhà                       | Thành phố          | Quốc gia  | Chiều cao | Tầng | Dự kiến hoàn thành |
| ---- | ----------------------------- | ------------------ | --------- | --------- | ---- | ------------------ |
| 1    | Torre Baires                  | Buenos Aires       | Argentina | 280       | 56   | 2024               |
| 2    | VITRA by Pininfarina          | Balneário Camboriú | Brasil    | 226,9     | 67   | 2023               |
| 3    | Boreal Tower                  | Balneário Camboriú | Brasil    | 220       | 55   | 2024               |
| 4    | Alto das Nações Torre 2       | São Paulo          | Brasil    | 216       | 45   | 2025               |
| 5    | La Rocca                      | Itapema            | Brasil    | 210       | 54   | 2028               |
| 6    | VR Tower                      | Itapema            | Brasil    | 208       | 52   | 2024               |
| 7    | Ápice Tower 1                 | Balneário Camboriú | Brasil    | 184,2     | 55   | 2028               |
| 8    | Ápice Tower 2                 | Balneário Camboriú | Brasil    | 184,2     | 55   | 2028               |
| 9    | Infinity Tower                | Caldas Novas       | Brasil    | 180       | 52   | 2026               |
| 10   | Fischer Dreams Torre Sul      | Balneário Camboriú | Brasil    | 177       | 54   | 2025               |
| 11   | Blue Coast Tower              | Balneário Camboriú | Brasil    | 175,2     | 50   | 2025               |
| 12   | Vogue Square Garden           | Ponta Grossa       | Brasil    | 175       | 54   | 2023               |
| 13   | Blanc Casa Design             | Goiânia            | Brasil    | 173,9     | 45   | 2023               |
| 14   | Epic City Home                | Goiânia            | Brasil    | 172,9     | 44   | 2026               |
| 15   | Tonino Lamborghini Residences | Balneário Camboriú | Brasil    | 168       | 53   | 2026               |
| 16   | Epic                          | Fortaleza          | Brasil    | 166,7     | 50   | 2025               |
| 17   | Fischer Dreams Torre Norte    | Balneário Camboriú | Brasil    | 164,8     | 51   | 2025               |
| 18   | Parque Global - Ibirapuera    | São Paulo          | Brasil    | 160       | 47   | 2023               |
| 19   | Parque Global - Imperial      | São Paulo          | Brasil    | 160       | 47   | 2023               |
| 20   | Parque Global - Prospect      | São Paulo          | Brasil    | 160       | 47   | 2023               |
| 21   | Parque Global - Regent        | São Paulo          | Brasil    | 160       | 47   | 2023               |
| 22   | Parque Global - Sempione      | São Paulo          | Brasil    | 160       | 47   | 2023               |
| 23   | High Wonder                   | São Paulo          | Brasil    | 160       | 48   | 2025               |
| 24   | Prime View                    | João Pessoa        | Brasil    | 157       | 42   | 2023               |
| 25   | La Città by Pininfarina       | Balneário Camboriú | Brasil    | 152,7     | 45   | 2023               |
| 26   | Domo                          | Fortaleza          | Brasil    | 150       | 43   | 2024               |
| 27   | Sky Park                      | Caracas            | Venezuela | 150       | 38   | 2026               |

## Kế hoạch, phê duyệt hoặc đề xuất
| Hạng | Tòa nhà                           | Thành phố          | Quốc gia  | Chiều cao | Tầng | Trạng thái |
| ---- | --------------------------------- | ------------------ | --------- | --------- | ---- | ---------- |
| 1    | Buenos Aires Forum                | Buenos Aires       | Argentina | 999       | 200  | Đề xuất    |
| 2    | Triumph Tower                     | Balneário Camboriú | Brasil    | 535       | 135  | Đề xuất    |
| 3    | FORZA Tower                       | Bogotá             | Colombia  | 460       | 116  | Đề xuất    |
| 4    | The Tower                         | Balneário Camboriú | Brasil    | 340       | 100  | Đề xuất    |
| 5    | Atrio South Tower                 | Bogotá             | Colombia  | 268       | 59   | Đề xuất    |
| 6    | North Point VII                   | Bogotá             | Colombia  | 263       | 68   | Đề xuất    |
| 7    | Titanium Tower                    | Balneário Camboriú | Brasil    | 238       | 54   | Đề xuất    |
| 8    | North Point VI                    | Bogotá             | Colombia  | 233       | 60   | Đề xuất    |
| 9    | Hotel Ritz Puerto Madero          | Buenos Aires       | Argentina | 260       | 61   | Phê duyệt  |
| 10   | Enconcreto Tower                  | Bogotá             | Colombia  | 228       | 60   | Đề xuất    |
| 11   | WTC TOYOSA Tower 1                | La Paz             | Bolivia   | 228       | 53   | Kế hoạch   |
| 12   | Dubai Business                    | Rio Verde          | Brasil    | 210       | 51   | Đề xuất    |
| 13   | Torre Rimac                       | Lima               | Peru      | 208       | 41   | Đề xuất    |
| 14   | Superquadra Central - Residencial | Ponta Grossa       | Brasil    | 204,7     | 48   | Đề xuất    |
| 15   | Sancor Seguros Tower              | Rosario            | Argentina | 200       | 60   | Phê duyệt  |
| 16   | L'atelier Concept Homes           | Itapema            | Brasil    | 195       | 57   | Đề xuất    |
| 17   | Harmony Ocean Front               | Balneário Camboriú | Brasil    | 193,8     | 58   | Đề xuất    |
| 18   | Hotel Azur Iberostar              | Cartagena          | Colombia  | 190       | 45   | Đề xuất    |
| 19   | Imperium Tower                    | Balneário Camboriú | Brasil    | 187       | 42   | Đề xuất    |
| 20   | West 9                            | Barranquilla       | Colombia  | 185       | 46   | Đề xuất    |
| 21   | Baalbek                           | Cuiabá             | Brasil    | 183       | 48   | Đề xuất    |
| 22   | Dubai Gran Reserva Residence      | Rio Verde          | Brasil    | 180       | 54   | Đề xuất    |
| 23   | Legacy City Home                  | Goiânia            | Brasil    | 172,3     | 40   | Đề xuất    |
| 24   | Ponta Mar Condomínio              | Fortaleza          | Brasil    | 171,4     | 51   | Đề xuất    |
| 25   | Wave Beira Mar                    | Fortaleza          | Brasil    | 170,9     | 45   | Đề xuất    |
| 26   | Diagonal By Pininfarina           | Fortaleza          | Brasil    | 170,7     | 53   | Đề xuất    |
| 27   | Mardel de la Colina               | Bucaramanga        | Colombia  | 170       | 46   | Đề xuất    |
| 28   | Maxximus Guayaquil                | Guayaquil          | Ecuador   | 170       | 45   | Đề xuất    |
| 29   | Sky                               | Fortaleza          | Brasil    | 165       | 52   | Đề xuất    |
| 30   | Montreux                          | Itapema            | Brasil    | 160       | 46   | Đề xuất    |
| 31   | Taj Home Resort Torre Oeste       | Vila Velha         | Brasil    | 158,2     | 50   | Đề xuất    |
| 32   | Mansão Diogo                      | Fortaleza          | Brasil    | 156,3     | 50   | Đề xuất    |
| 33   | Edge                              | Fortaleza          | Brasil    | 150,2     | 44   | Đề xuất    |
| 34   | Porto Maravilha Corporate 1       | Rio de Janeiro     | Brasil    | 150       | 36   | Đề xuất    |

## Đang bị trì hoãn hoặc hủy bỏ
| Hạng | Tòa nhà                              | Thành phố         | Quốc gia  | Chiều cao | Tầng | Trạng thái |
| ---- | ------------------------------------ | ----------------- | --------- | --------- | ---- | ---------- |
| 1    | Torre Polo Audiovisual               | Rosario           | Argentina | 335       | 67   | Hủy bỏ     |
| 2    | La Isla Multiespacio Torre Officinas | Valencia          | Venezuela | 243,8     | 55   | Trì hoãn   |
| 3    | Torre Monterrey                      | Santa Cruz        | Bolivia   | 200       | 48   | Hủy bỏ     |
| 4    | Centro Financiero Confinanzas        | Caracas           | Venezuela | 190       | 44   | Trì hoãn   |
| 5    | Torre Luxe                           | Barranquilla      | Colombia  | 181       | 46   | Trì hoãn   |
| 6    | Residencial Liège                    | João Pessoa       | Brasil    | 177       | 54   | Trì hoãn   |
| 7    | Torre Costanera 3                    | Santiago de Chile | Chile     | 165,2     | 42   | Trì hoãn   |
| 8    | Torre Costanera 1                    | Santiago de Chile | Chile     | 165,1     | 42   | Trì hoãn   |
| 9    | La Isla Multiespacio Hotel           | Valencia          | Venezuela | 125       | 34   | Trì hoãn   |
| 10   | Torre DirecTV Paseo la Castellana    | Barquisimeto      | Venezuela | 120       | 31   | Trì hoãn   |
| 11   | Torre Avellino                       | Valencia          | Venezuela | 114       | 25   | Trì hoãn   |
| 12   | Grand Bourbon Alphaville Hotel       | Barueri           | Brasil    | 110       | 29   | Trì hoãn   |
| 13   | Grand Tower Boa Vista                | Recife            | Brasil    | 109,2     | 31   | Trì hoãn   |
| 14   | Torre BCV "Tepuy"                    | Ciudad Guayana    | Venezuela | 108       | 19   | Trì hoãn   |
| 15   | Porto Vida Torre 1                   | Rio de Janeiro    | Brasil    | 107,8     | 35   | Trì hoãn   |

## Mốc thời gian của các tòa nhà cao nhất Nam Mỹ
| Số năm cao nhất | Tòa nhà                          | Hình ảnh | Thành phố         | Quốc gia  | Chiều cao | Tầng |
| --------------- | -------------------------------- | -------- | ----------------- | --------- | --------- | ---- |
| 1823 – 1898     | Nhà thờ chính tòa Bogotá         |          | Bogotá            | Colombia  | 52        | 3    |
| 1898 – 1909     | Edificio La Prensa               |          | Buenos Aires      | Argentina | 55        | 5    |
| 1909 – 1910     | Plaza Hotel                      |          | Buenos Aires      | Argentina | 63        | 9    |
| 1910 – 1923     | Edificio La Inmobiliaria         |          | Buenos Aires      | Argentina | 82        | 9    |
| 1923 – 1934     | Palacio Barolo                   |          | Buenos Aires      | Argentina | 100       | 22   |
| 1934 – 1943     | Martinelli Building              |          | São Paulo         | Brasil    | 105,7     | 28   |
| 1943 – 1947     | Edificio Acaiaca                 |          | Belo Horizonte    | Brasil    | 120       | 30   |
| 1947 – 1960     | Altino Arantes Building          |          | São Paulo         | Brasil    | 161       | 36   |
| 1960 – 1972     | Mirante do Vale                  |          | São Paulo         | Brasil    | 170       | 51   |
| 1972 – 1974     | Coltejer Building                |          | Medellín          | Colombia  | 175       | 37   |
| 1974 – 1979     | Centro de Comercio Internacional |          | Bogotá            | Colombia  | 192       | 50   |
| 1979 – 2013     | Parque Central Torres Oeste      |          | Caracas           | Venezuela | 225       | 56   |
| 2013 – Hiện tại | Gran Torre Santiago              |          | Santiago de Chile | Chile     | 300       | 62   |

## Xem Thêm
- Danh sách tòa nhà cao nhất Châu Âu
- Danh sách tòa nhà cao nhất Châu Á
- Danh sách tòa nhà cao nhất Châu Đại Dương
- Danh sách tòa nhà cao nhất Châu Mỹ
- Danh sách các tòa nhà cao nhất Đông Nam Á